# Lymanopoda paramera
Lymanopoda paramera är en fjärilsart som beskrevs av Adams och Bernard 1979. Lymanopoda paramera ingår i släktet Lymanopoda och familjen praktfjärilar. Inga underarter finns listade i Catalogue of Life.